# تام جیانیس
 تام جیانیس (انگلیسی: Tom Maniatis؛ زادهٔ ۸ مهٔ ۱۹۴۳) یک دانشمند اهل ایالات متحده آمریکا است.
وی همچنین برنده جوایزی همچون جایزه لسکر شده است.